# Bahnhof Duiven

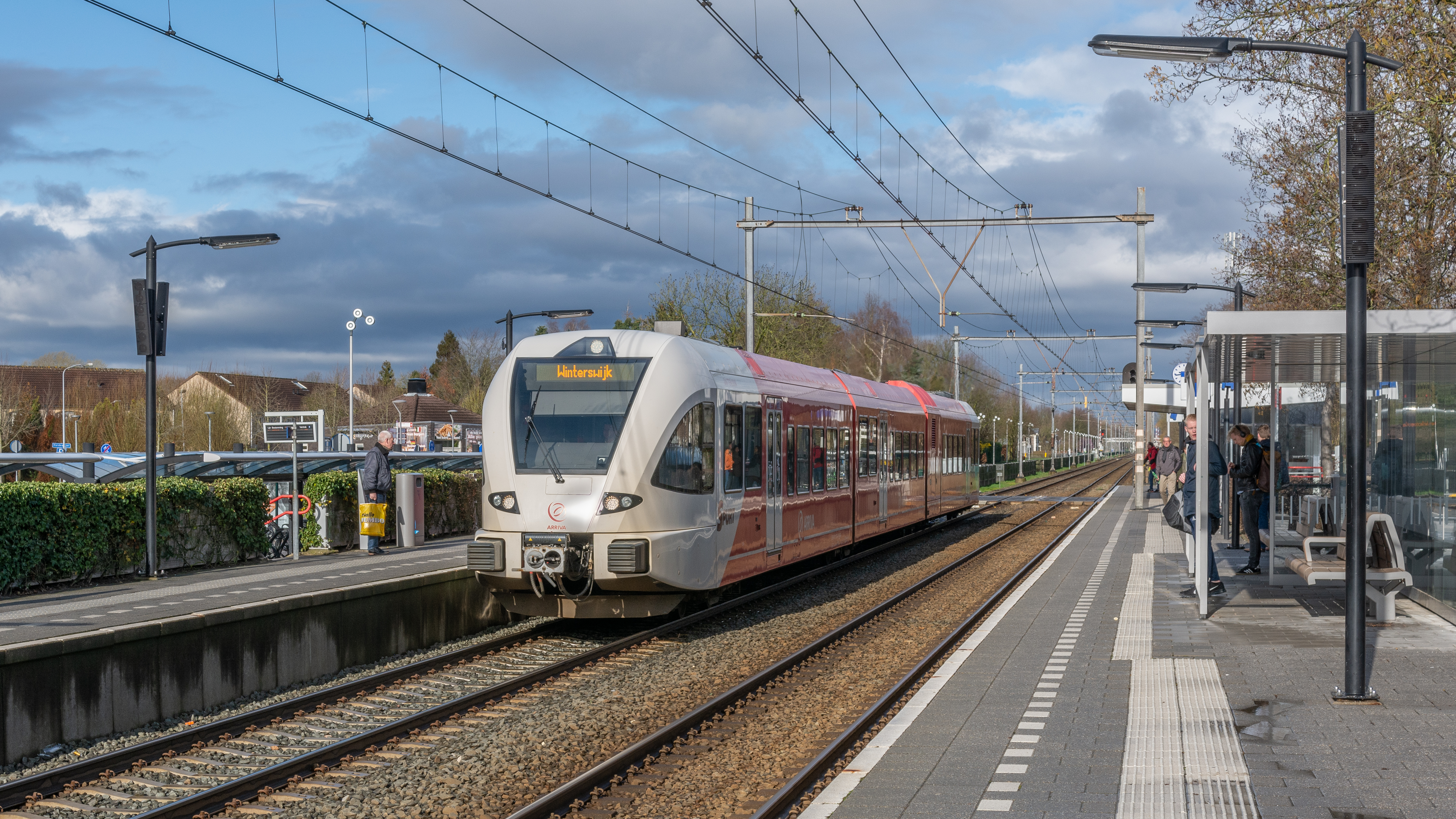
Ein Stoptrein von Arriva am Bahnhof

Der Bahnhof Duiven ist ein Zwischenbahnhof in der Gemeinde Duiven in der niederländischen Provinz Gelderland. Er liegt an der Bahnstrecke Oberhausen–Arnhem und wurde vom niederländischen Architekten Cees Douma entworfen.

## Geschichte
Ein Bahnhof in Duiven wurde erstmals zeitgleich mit der Inbetriebnahme des Streckenabschnittes Arnhem–Zevenaar am 15. Februar 1856 eröffnet. Das Bahnhofsgebäude umfasste einige Geschäftsräume der Betreibergesellschaft Nederlandsche Rhijnspoorweg-Maatschappij (NRS) und eine darüber liegende Wohnung. Der Bahnhof wurde zu Beginn vor allem von Schülern sowie Bauern und Gärtnern frequentiert, die wegen des Handels nach Arnhem reisten. Durch den Aufschwung des Busverkehrs in den 1920er-Jahren nahm die Fahrgastzahl am Bahnhof Duiven rapide ab. Im Jahr 1936 folgte die Schließung des Bahnhofs, der ebenso die Bahnhöfe Groessen und Westervoort betroffen war. Im vorletzten Jahr des Zweiten Weltkriegs wurde das Bahnhofsgebäude zerstört. Als die Tweede Nota Ruimtelijke Ordening 1967 festgelegt wurde, entstanden die ersten Pläne zur Wiedereröffnung. Am 31. Mai 1980 erfolgte die Eröffnung des neuen Bahnhofs, der von Cees Douma entworfen worden war. Der neue Bahnhof besteht aus zwei Bahnsteigen, an denen sich jeweils ein gläserner Warteraum befindet. 2008 wurde der Bahnhof mit neuen Möbeln, Wänden, Fußböden und Beleuchtungen eingerichtet. Er war damit einer von vier Bahnhöfen in den Niederlanden, wo die neue Corporate Identity der Nederlandse Spoorwegen getestet werden sollte. Am Bahnhof Duiven befindet sich außerdem der erste unterirdische „Fahrradautomat“ (englisch bikedispenser) der Niederlande, an dem Fahrräder des Verleihsystems OV-fiets gemietet werden können. Am 25. Januar 2016 wurde eine öffentliche Toilette von der Deputierten der Provinz Gelderland, Conny Bieze, eröffnet. Zuvor stellte der Bahnhof Duiven einen von 21 Bahnhöfen in der Provinz Gelderland dar, die noch keine Toilette aufweisen konnten.

## Streckenverbindungen
Im Jahresfahrplan 2022 wird der Bahnhof Duiven von folgenden Linien bedient:
| Zugtyp             | Linienverlauf                                       | Frequenz                                                  |
| ------------------ | --------------------------------------------------- | --------------------------------------------------------- |
| Stoptrein (Breng)  | Arnhem Centraal – Duiven – Doetinchem               | halbstündlich (fährt nach 20 Uhr und am Wochenende nicht) |
| Stoptrein (Arriva) | Arnhem Centraal – Duiven – Doetinchem – Winterswijk | halbstündlich                                             |